# Thil, Ain
Thil är en kommun i departementet Ain i regionen Auvergne-Rhône-Alpes i östra Frankrike. Kommunen ligger  i kantonen Miribel som ligger i arrondissementet Bourg-en-Bresse. Kommunens areal är 5,15 km². År 2022 hade Thil 1 208 invånare.

## Befolkningsutveckling
Antalet invånare i kommunen Thil
Referens: INSEE